# Gare de Louhansk
La gare de Louhansk est une gare du Réseau ferré de Donestk. 

## Histoire
En 1878 est créée la voie du charbon dont la gare est le point sud.

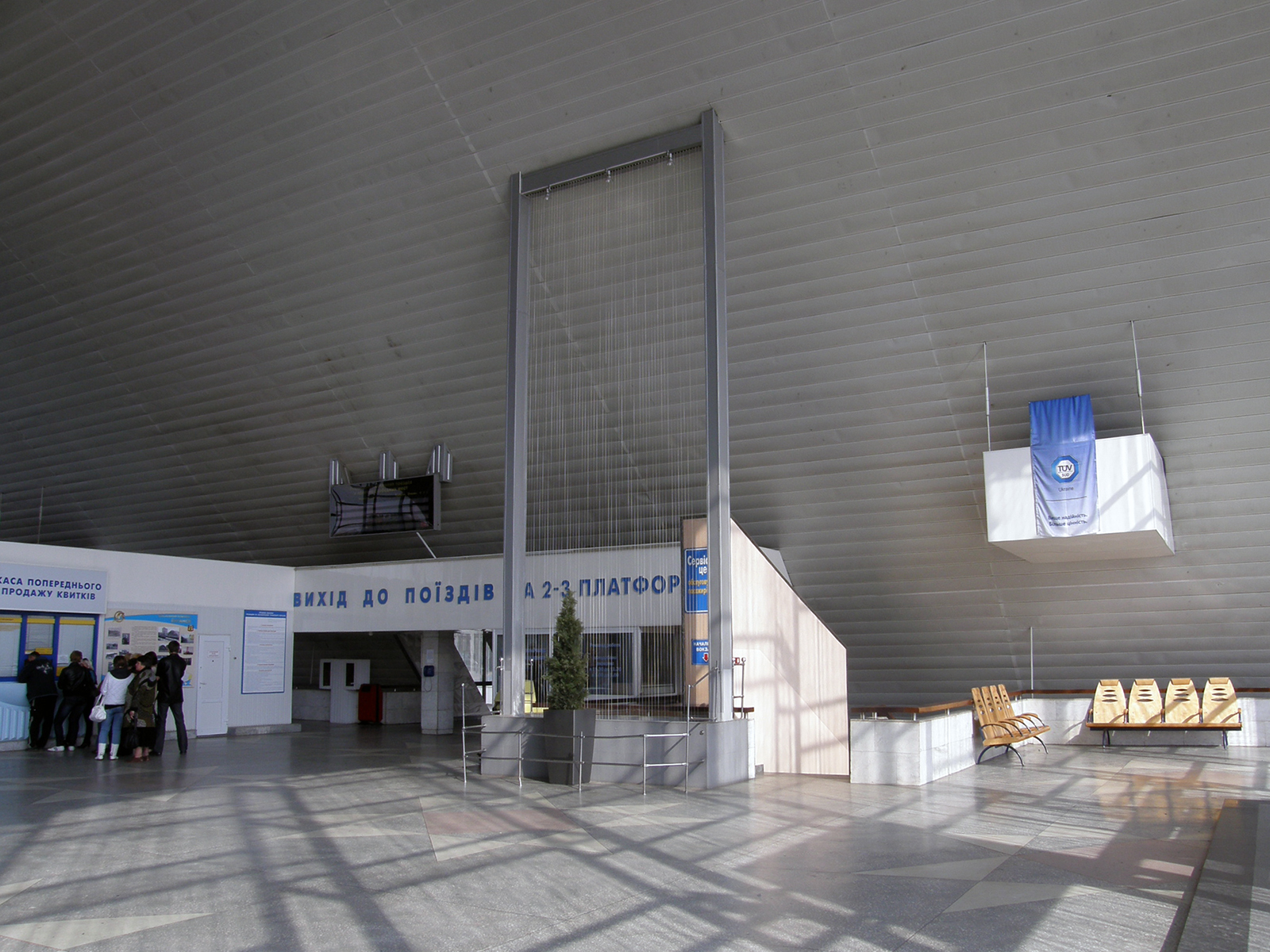
Hall.
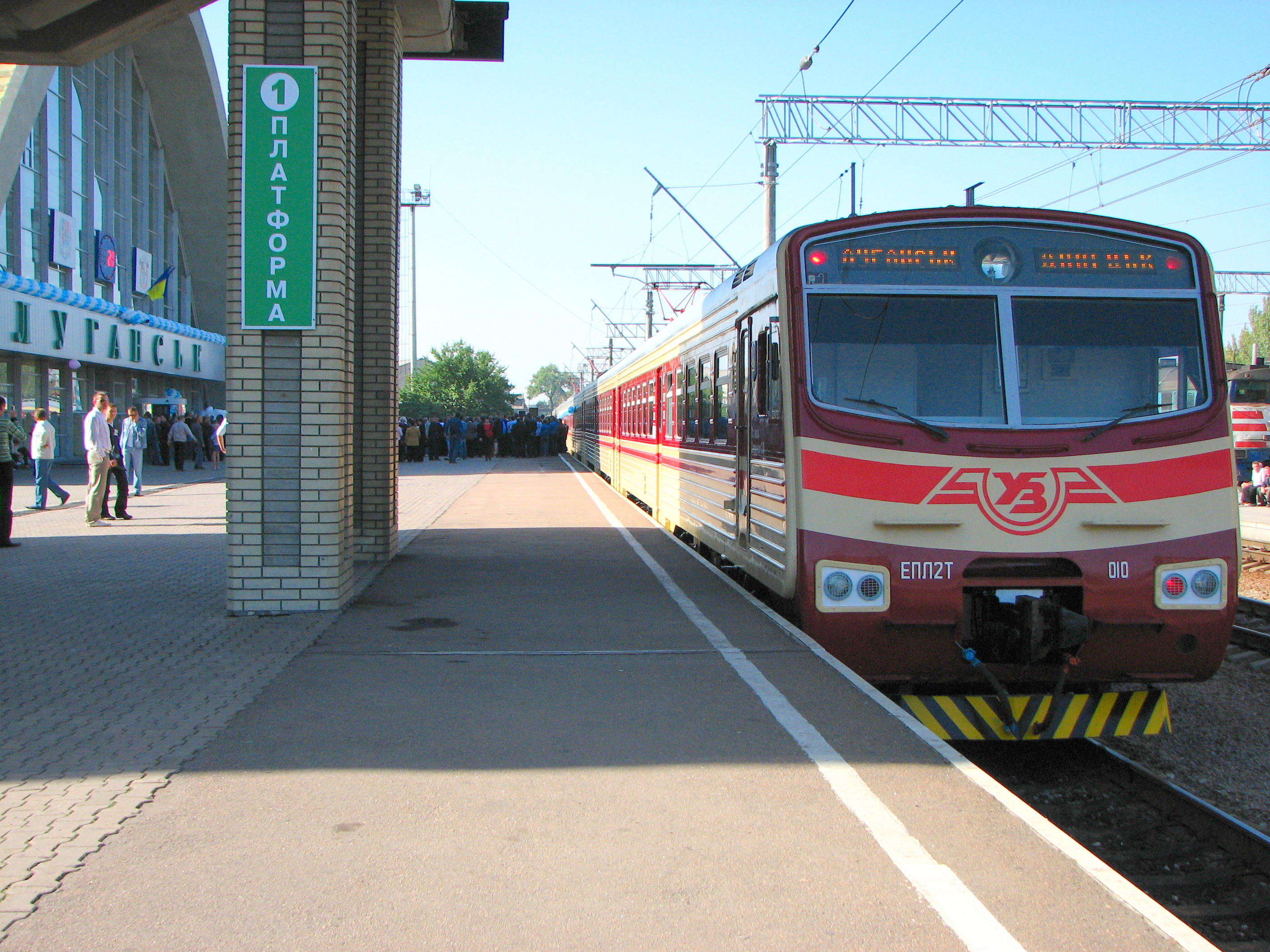
Voies.